# Groß Rietz
Groß Rietz (niedersorbisch Rěc) ist ein Ortsteil der Gemeinde Rietz-Neuendorf im Landkreis Oder-Spree in Brandenburg. Bis zum 31. Dezember 2001 war Groß Rietz eine eigenständige Gemeinde. Bekannt ist der Ort vor allem aufgrund seines Schlosses, welches als einer der bedeutendsten ländlichen Adelssitze in Brandenburg gilt.

## Lage
Groß Rietz liegt im südöstlichen Teil der Gemeinde Rietz-Neuendorf, etwa fünf Kilometer nordwestlich der Kreisstadt Beeskow. Umliegende Ortschaften sind Görzig im Norden, die Beeskower Ortsteile Radinkendorf im Osten und Neuendorf im Südosten, Birkholz im Süden, Buckow im Südwesten, Herzberg im Westen sowie Rietz-Neuendorf im Nordosten.

## Geschichte
Das Angerdorf Groß Rietz wurde erstmals im Jahr 1346 als Kirchdorf in den Meißner Bistumsartikeln unter dem Namen Ryetz urkundlich erwähnt. Der Ortsname ist von dem niedersorbischen Wort „rěcka“ abgeleitet, was so viel wie „Bach“ oder „Fließ“ bedeutet. Seit 1468 führt der Ortsname den Zusatz Groß, dieser dient der Unterscheidung zu den in der näheren Umgebung gelegenen Dörfern Rietz-Neuendorf, Klein Rietz und Wendisch Rietz.
Wahrzeichen des Dorfes sind das Schloss Groß Rietz sowie die Dorfkirche, welche sich in der Mitte des Ortes auf dem bzw. südlich des Dorfangers befinden. Die Kirche wurde 1704 errichtet, wobei der quadratische Westturm erst 1791 ergänzt wurde. Das Ende des 17. Jahrhunderts erbaute Barockschloss wurde während des Zweiten Weltkrieges stark beschädigt, erst nach der Wende konnte es wieder vollständig restauriert werden. Letzter Gutsbesitzer bis zur Bodenreform war Georg Alexander von der Marwitz (1897–1945). Sein ererbter und von ihm schon vorab geführter Besitz mit Groß Rietz, Rietz-Neuendorf, Drahendorf und Rittergut Raßmannsdorf umfasste in etwa 1570 ha Land.
Am 1. Januar 1928 wurde die Gemeinde Rietz-Neuendorf, am 1. Januar 1938 die Gemeinde Klein Rietz eingemeindet. Beide Gemeinden wurden nach dem Zweiten Weltkrieg wieder eigenständig, die Gemeinde Groß Rietz lag zunächst in der Sowjetischen Besatzungszone und anschließend in der DDR. Am 1. Juli 1950 wurde Klein Rietz wieder nach Groß Rietz eingemeindet, während Rietz-Neuendorf zur Gemeinde Görzig kam. Bei der am 25. Juli 1952 in der DDR durchgeführten Kreisreform wurde die Gemeinde Groß Rietz dem Kreis Beeskow im Bezirk Frankfurt (Oder) angegliedert. Nach der Wende wurde der Kreis Beeskow in Landkreis Beeskow umbenannt, zur Kreisreform im Dezember 1993 wurde der Landkreis Beeskow mit zwei weiteren Landkreisen zum neuen Landkreis Oder-Spree vereinigt. Groß Rietz gehörte dort dem Amt Glienicke/Rietz-Neuendorf an. Am 31. Dezember 2001 wurden Groß Rietz sowie zehn weitere Gemeinden zu der neuen Gemeinde Rietz-Neuendorf zusammengeschlossen. Am 26. Oktober 2003 wurde das Amt Glienicke/Rietz-Neuendorf aufgelöst, seitdem ist der Ort amtsfrei.

## Bevölkerungsentwicklung
| 1875 | 387 | 1939 | 528 | 1981 | 586 |
| 1890 | 469 | 1946 | 525 | 1985 | 588 |
| 1910 | 464 | 1950 | 658 | 1989 | 550 |
| 1925 | 496 | 1964 | 575 | 1995 | 511 |
| 1933 | 481 | 1971 | 658 | 2000 | 489 |

## Persönlichkeiten
- Johann Christoph von Woellner (1732–1800), preußischer Pastor, lebte in Groß Rietz

## Verkehr
Die Bahnstrecke Fürstenwalde–Beeskow ist im Abschnitt Bad Saarow – Beeskow über Groß Rietz seit 1998 eingestellt.
Der öffentliche Personennahverkehr wird unter anderem durch den PlusBus des Verkehrsverbund Berlin-Brandenburg erbracht. Folgende Verbindung führt, betrieben von der Busverkehr Oder-Spree, durch Groß Rietz:
- Linie 440: Beeskow ↔ Groß Rietz ↔ Alt Golm ↔ Langewahl ↔ Fürstenwalde

Der Ort liegt direkt an der Bundesstraße 168 zwischen Fürstenwalde und Beeskow. Zudem liegen die Landesstraße 411 nach Müllrose sowie die Kreisstraße 6722 nach Bornow in der Gemarkung von Groß Rietz.
Zu Groß Rietz gehören die Wohnplätze Klein Rietz und Schröders Hof.